# UML Partners
UML Partners — консорціум системних інтеграторів і виробників, що зібрався 1996 року для створення специфікації Unified Modeling Language (UML). Спочатку його очолювали Граді Буч, Івар Якобсон і Джеймс Рамбо з Rational Software. Створену в рамках UML Partners чернетку специфікації UML 1.0 було запропоновано на розгляд Object Management Group (OMG) у січні 1997 року. Того ж місяця UML Partners сформували робочу групу з семантики (англ. Semantics Task Force), під керівництвом Кріса Кобріна, для завершення семантик специфікації та інтеграції в підготовлену до стандартизації специфікацію. Результат цієї роботи — специфікацію UML 1.1 — було надіслано Object Management Group у серпні 1997 року і прийнято їй в листопаді того ж року.

## Учасники
- Digital Equipment Corporation
- Hewlett-Packard
- i-Logix[en]
- IBM
- ICON Computing
- IntelliCorp[en]
- MCI Systemhouse[en]
- Microsoft
- ObjecTime[en]
- Oracle Corporation
- Platinum Technology[en]
- Ptech[en]
- Rational Software
- Reich Technologies[en]
- Softeam
- Taskon[en]
- Texas Instruments
- Unisys